# Вибромельницы
Вибромельница — устройство для измельчения твердых материалов шарами (а также стержнями, ципельпебсом) находящимися в камере, закрепленными на опорах. При этом камера совершает колебательные движения за счет дисбаланса вибратора. Основное отличие от трубной шаровой — меньшее количество шаров необходимых для помола того же объёма, и большее количество взаимного трения и соударения шаров.
Подразделяются по типу размещения вибратора:
- с внешним расположением
- с внутренним расположением